# Ilok
Ilok es una ciudad de Croacia en el condado de Vukovar-Sirmia.

## Geografía
Se encuentra a una altitud de 110 m s. n. m. a 329 km de la capital nacional, Zagreb.

## Demografía
En el censo 2011 el total de población de la ciudad fue de 6 767 habitantes, distribuidos en las siguientes localidades:
- Bapska - 928
- Ilok - 5 072
- Mohovo - 239
- Šarengrad - 528

| Gráfica de población de Ilok 1857-2011                              |
|                                                                     |
| Según los censos de población de la oficina estadística de Croacia. |